# Hermann Leopold Tertsch del Valle-Lersundi
Hermann Leopold Tertsch del Valle-Lersundi (Madrid, 9 d'abril de 1958) és un periodista i polític espanyol. És Membre del Parlament Europeu des de 2019, integrat dins del grup polític dels Conservadors i Reformistes Europeus (ECR).

## Biografia
Nascut a Madrid el 9 d'abril de 1958, és fill d'Ekkehard Tertsch, un diplomàtic austríac que fou un col·laborador estret de Josef Hans Lazar a Madrid durant la Segona Guerra Mundial. Per part de sa mare és cosí de Loyola de Palacio i Ana de Palacio. Fou membre del Partit Comunista d'Euskadi quan era jove.
Amb residència a Viena, Tertsch esdevingué corresponsal de l'Agència EFE el 1982, cobrint Europa central i oriental. Poc després, el 1983, començà a treballar per al diari de centre-esquerra El País com a corresponsal a Bonn. Cobrí les Guerres de Iugoslàvia, des d'una visió totalment anti-sèrbia. Exercí de columnista en aquest diari i durant un temps fou l'editor de la seua pàgina d'opinió. Durant aquests anys fou un tertulià convidat habitual en diverses emissores de ràdio: Cadena SER, Radio Nacional de España i Onda Cero.
Deixà El País en 2007, esdevenint escriptor d'articles d'opinió per al diari conservador ABC poc després. També treballà per a Telemadrid, i fou el presentador del programa Diario de la noche en 2008, substituint Fernando Sánchez Dragó. Després d'algunes setmanes de convalescència, com a conseqüència d'unes ferides que rebé en allò que la investigació policial definí com a "baralla de bar" al piano-bar Toni 2 de Madrid (the Toni 2) en desembre de 2009, deixà de presentar aquest programa.
En Abril de 2019, Tertsch anuncià la seua intenció de presentar-se a les Eleccions al Parlament Europeu de 2019 pel partit d'extrema dreta espanyolista Vox. Com el partit va treure 3 escons en aquestes eleccions, fou elegit eurodiputat. S'uní a la Comissió d'Afers Exteriors, així com a la Delegació del Comité Conjunt Interparlamentari UE-Mèxic i la Delegació de l'Assemblea Parlamentària Euro-Llatinoamericana, on és vicepresident.
Després de l'anunci de la formació de govern a Espanya amb Pedro Sánchez com a president en gener de 2020 després de les Eleccions generals espanyoles de novembre de 2019, Terstch, que acabava de tornar de Bolívia, demanà obertament un cop d'estat a Espanya per a impedir el que segons ell era un "procés colpista obvi que cercava la demolició d'Espanya com a nació"  [sic].
El juliol del 2020 fou condemnat en sentència ferma pel Tribunal Suprem per difamar el pare de Pablo Iglesias, secretari general d'Unidas Podemos, i l'haurà d'indemnitzar amb 12 000 € i el pagament de les costes del procés.